# Nurlat
Nurlat o Nurlat-Oktiabrski - Нурлат (rus) - és una ciutat de la República de Tatarstan, a Rússia. Té 32.527 habitants segons el cens rus del 2002. Es troba localitzada al peu del riu Kondurcha, separada 268 km de Kazan i és capital del districte homònim.
Té un aeroport i es va fundar l'any 1905 com a assentament d'una estació de ferrocarril, va obtenir el títol de ciutat l'any 1961.